# Przełączka za Turnią Zwornikową
Przełączka za Turnią Zwornikową (słow. Štrbina za Uzlovou veľou, węg. subrina-erkélyi-csorba) – położona na wysokości około 1950 m przełęcz w północnej grani Cubryny w Tatrach Polskich pomiędzy szczytem Turni Zwornikowej i Cubryńską Kopką. Znajduje się kilkadziesiąt metrów na północ od wierzchołka Turni Zwornikowej. Na północny zachód opada spod przełęczy Żleb Szulakiewicza, na wschód szeroka depresja będąca odgałęzieniem Cubryńskiego Żlebu. Żleby te tworzą ograniczenie ścian Turni Zwornikowej.
Rejon przełęczy jest szeroki i trawiasty. Z przełęczy prowadzi najkrótsza i najłatwiejsza droga wspinaczkowa na szczyt Turni Zwornikowej. Najłatwiejsze, ale bardzo okrężne wejście na przełęcz prowadzi z Doliny za Mnichem przez Wielką i Małą Galerię Cubryńską.

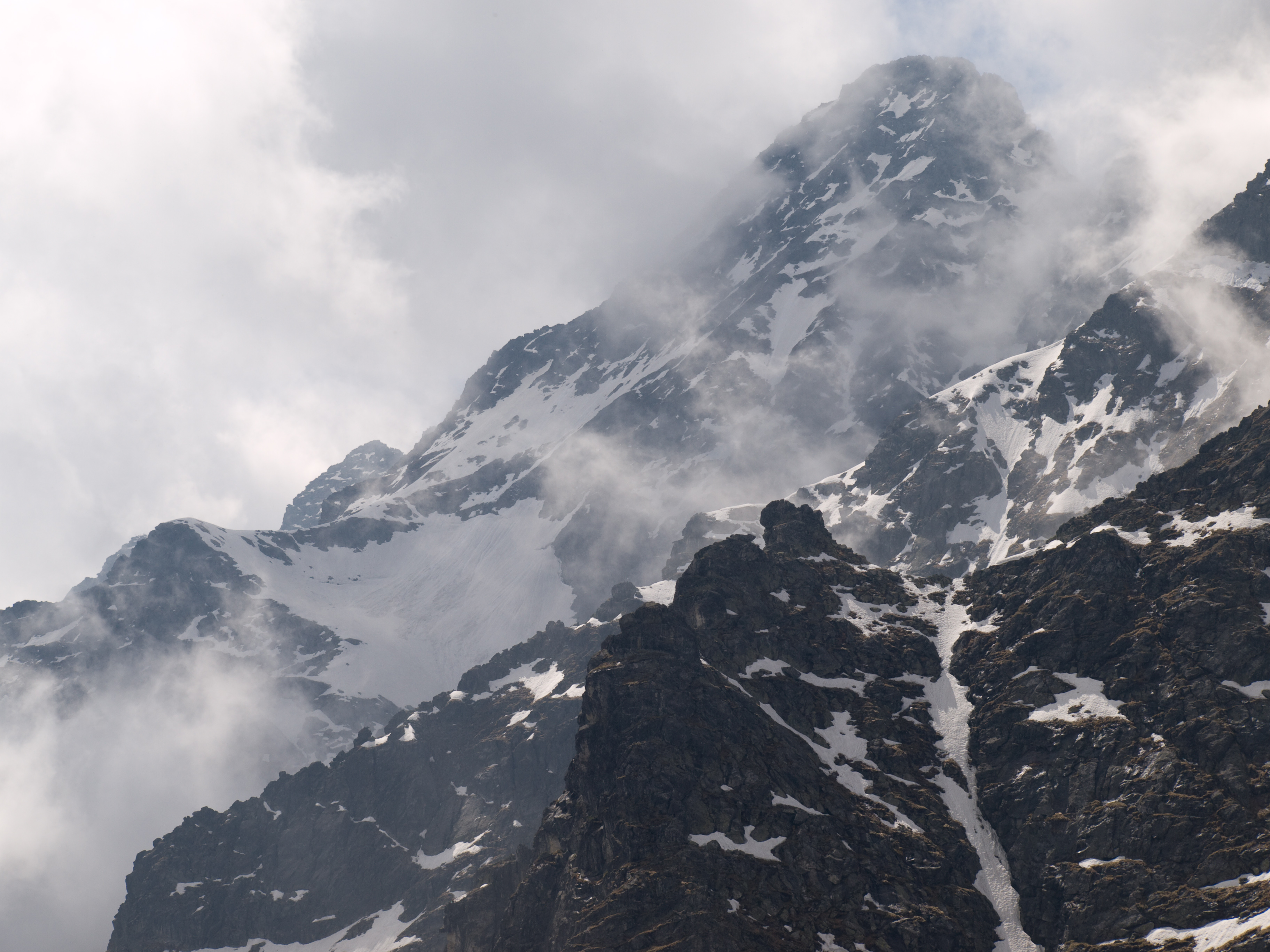
Na pierwszym planie szczyt Turni Zwornikowej i przełączka

## Pierwsze wejścia
- letnie: Józef Bizoń, Stanisław Szulakiewicz 23 lipca 1909 r. Szli przez Nadspady, Mnichowy Zleb i Żlebem Szulakiewicza;
- zimowe: Zbigniew Korosadowicz, Jan Staszel, Wawrzyniec Żuławski 27 grudnia 1925 r.[3]